# Горні Мости
46°04′ пн. ш. 16°50′ сх. д. / 46.06° пн. ш. 16.84° сх. д.
Горні Мости (хорв. Gornji Mosti) — населений пункт у Хорватії, у Б'єловарсько-Білогорській жупанії у складі громади Капела.

## Населення
Населення за даними перепису 2011 року становило 78 осіб.
Динаміка чисельності населення поселення: